# Sân bay Palm Beach County Park
Sân bay Palm Beach County Park (IATA: LNA, ICAO: KLNA, LID FAA: LNA)là sân bay sử dụng công cộng của quận thuộc quận Palm Beach, Florida, Hoa Kỳ. Nó nằm ở vị trí 6 hải lý (7 dặm Anh, 11 km) về phía nam của khu kinh doanh trung tâm của West Palm Beach, Florida, Florida. Sân bay này được bao gồm trong Kế hoạch Hệ thống Sân bay Tổng hợp Quốc gia cho năm 2011-2015, phân loại nó như là một sân bay dự phòng.. Nó cũng thường được gọi là Sân bay Lantana.

## Lịch sử

### Thập niên 1940
Đất sân bay được xây dựng trên đã được các gia đình có thiện chí từ thiện hiến tặng cho Quận Palm Beach với điều kiện đất đai được dành để phục vụ công chúng. Nhận thấy sự hiện diện ngày càng tăng của máy bay ở Florida và nhận thấy rằng số lượng máy bay sẽ sớm áp đảo các khu vực địa phương, quận đã quyết định xây dựng một sân bay trên đất liền. Trước khi Hoa Kỳ gia nhập Chiến tranh thế giới II, Văn phòng Quốc phòng Dân dụng chịu trách nhiệm chuẩn bị cho các mối đe dọa đối với Hoa Kỳ. Họ xác định rằng địa điểm này sẽ là một địa điểm lý tưởng cho các máy bay thực hiện tuần tra ngoài khơi cho các tàu ngầm của Axis đã di chuyển dọc theo bờ biển Florida.
Chính phủ Hoa Kỳ đã đạt được thỏa thuận với quận, theo đó hạt sẽ nạo vét và chuẩn bị mặt đất và chính phủ Hoa Kỳ sẽ xây dựng sân bay. Sân bay được xây dựng với một đường taxi song song và không gian đỗ mãy bay rộng rãi.
Chiếc máy bay đầu tiên bay trên chiến trường là ngày 20 tháng 8 năm 1941. Vào ngày 1 tháng 12 năm 1941, Đội tuần tra dân dụng đã được thành lập và Lantana là một trong ba sân bay được chọn để lưu giữ một đơn vị, Cơ quan tuần tra bờ biển 3. Ngoài ra, Quân đội Lực lượng Không quân Antisubmarine đã chỉ huy Phi đội Antisubmarine lần thứ 17 tại sân bay trong những tháng đầu của chiến tranh. Chuyến bay thứ 17 đã bay qua bờ Florida cũng như trên Vịnh Mêhicô và Thung lũng Florida tuần tra cho tàu U-boat cho đến tháng 1 năm 1943 khi đơn vị chuyển đến Key West. Khi Lực lượng Không quân Hoa Kỳ rời khỏi, đơn vị CAP đã được chuyển từ Morrison Field (sau đó trở thành Sân bay quốc tế Palm Beach) tới Lantana trong thời gian còn lại của Chiến tranh.

### Thập niên 1950
Không quân Dân sự tuần tra tiếp tục sử dụng Lantana trong suốt những năm 1950 và lĩnh vực phục vụ như trụ sở chính của Nhóm 5. Một đơn vị tìm kiếm cho Cơ quan Hải quan Hoa Kỳ cũng có trụ sở tại hiện trường. Qua Thế chiến II, Bộ Chiến tranh đã cho thuê độc quyền sử dụng trong lĩnh vực này. Sau khi ngừng chiến tranh, lĩnh vực chuyển sang sử dụng dân dụng. Một sân bay đã được khai trương tại hiện trường trong khi số lượng các chuyến bay dân dụng tăng lên 115.000 mỗi năm. Một lần người ta đếm trên 20 chiếc DC-3 và 36 Beechcraft Model 18.

### Thập niên 1960
Những năm 1960 chứng kiến sự sụt giảm trong sử dụng tại sân bay từ thời hoàng kim của nó vào những năm 50. Quận không muốn ký hợp đồng thuê dài hạn với các nhà khai thác cơ sở cố định và đến năm 1964, chỉ có một người còn lại ở sân bay. Trong khi đó, Palm Beach International đã được mở cho tất cả các hàng không tổng hợp và sân bay Boca Raton đã hoạt động, chấp nhận máy bay đã từng sử dụng Lantana.
Vào đầu năm 1969, một hệ thống VOR được lắp đặt tại sân bay.

### Thập niên 1970
Với số lượng máy bay phản lực điều hành ngày càng tăng sử dụng sân bay từ cuối thập niên 60 đến thập kỷ 70, người dân địa phương đã đẩy quận hạt đi qua một đạo luật cấm tiếng ồn cấm máy bay phản lực từ sân bay. Sân bay đã xuống cấp với các cơ sở lão hóa cần sửa chữa và nâng cấp. Hạt đã nộp đơn và nhận trợ cấp liên bang để cải tiến đường nối và cải tạo cơ sở hạ tầng, bao gồm cả tạo cảnh quan.
Một hệ thống VASI được lắp đặt trên đường băng 9/27 và 15/33 năm 1973. 

### Thập niên 1980
Sân bay được mở rộng trong những năm 80 với không gian đường băng dành cho đường băng 9 được đóng góp bởi những người đam mê hàng không và đường băng cho đường băng 27 có được thông qua hành động của tòa án. Một rào chắn cho sân bay được chỉ định là một sân bay giải phóng là khối lượng cung cấp nước cho sân bay. Nó đã được xác định là không đủ để đáp ứng nhu cầu của Sở Cứu Hỏa trong trường hợp có tai nạn máy bay tại sân bay. Các hoạt động vẫn giữ nguyên tại sân bay mặc dù tăng 60% máy bay bị trói chặt [8].

### Thập niên 1990
Với phương tiện được cải tiến, một số doanh nghiệp đã chuyển đến sân bay. Hai hoạt động thuê tàu bay đã được đặt tại hiện trường và một công ty lượn tàu hoạt động từ cánh đồng từ Lễ Tạ ơn đến Memorial Day. Trường cũng là lĩnh vực duy nhất giữa Stuart và Fort Lauderdale để cho phép quảng cáo banner kéo dài. Sân bay đã hoạt động như một điểm khởi đầu cho các chuyến bay đến vùng Caribê, đặc biệt là Bahamas, và Turks và Caicos Islands. Sự gia tăng buôn bán ma túy của các chuyến bay từ Caribbe bắt đầu vào giữa thập niên 90.
Vào ngày 23 tháng 6 năm 1996, phi hành đoàn chuyến bay của một Carnival Airlines Boeing 727 nhầm Palm Beach County Airport Sân bay Quốc tế Palm Beach đó là khoảng năm dặm về phía bắc của Palm Beach County và cũng có một đường băng đông-tây lớn. Bộ hạ cánh của chiếc 727 đã bị hạ xuống khi một Bộ Điều khiển Lưu lượng Không lưu thông báo Cảnh sát rằng họ đang tiếp cận sai sân bay .

### Thập niên 2010
Sau lễ nhậm chức của tổng thống Trump vào tháng 1 năm 2017 và chuyến thăm Mar-a-Lago gần đây, sân bay cho thấy rằng do hạn chế về an ninh, nó phải đóng cửa ba ngày cuối tuần vào tháng 2 năm 2017. Điều này ảnh hưởng đến hoạt động kinh doanh và Khoảng hai chục doanh nghiệp trực thuộc. Một công ty bay bay cho thấy tổn thất của hợp đồng là 40.000 USD sau ba lần đóng cửa và một công ty trực thăng phải di dời với mức tổn thất tài chính ước tính là 440.000 USD mỗi năm.

## Cơ sở vật chất và máy bay
Sân bay Palm Beach County Park có diện tích 304 mẫu Anh (123 ha) ở độ cao 14 feet (4 m) so với mực nước biển trung bình. Nó có ba đường băng được đặt trong một tam giác, tất cả đều có bề mặt nhựa đường và hệ thống PAPI: Chạy 3/21 là 3.256 x 75 feet (992 x 23 m); Đường băng 15/33 là 3.442 dặm (1.043 x 30 m); Đường 9/27 là 3.448 feet 75 feet (1,063 x 23 m).
Sân bay không có tháp điều khiển. Trọng lượng máy bay tối đa cho Lantana là 12.500 pound (5.670 kg) mặc dù đường băng được đánh giá 30.000 pounds (13.600 kg) trên một bánh xe. Các pháp lệnh địa phương cũng cấm máy bay phản lực sử dụng sân bay .
Trong 12 tháng kết thúc vào ngày 21 tháng 5 năm 2010, sân bay đã có 122.270 lượt máy bay hoạt động, bình quân 334 chuyến / ngày: 99% hàng không chung và 1 taxi hàng không. Vào thời điểm đó có 257 máy bay đặt tại sân bay này: 71% động cơ đơn, 18% động cơ đa năng, máy bay trực thăng <1%, máy bay trực thăng 9% và máy gia tốc 1%.
Sân bay có một nhà khai thác cơ sở cố định, Galaxy Aviation. Hai trường đào tạo bay cũng nằm tại sân bay - Sân bay Palm Beach và Skywalker Aviation. [13] Sân bay Palm Beach County Park thuộc sở hữu của Quận Palm Beach và do Phòng sân bay Quận Palm Beach điều hành. Sân bay nằm ở phía tây của hồ Osborne..